# إصفورن

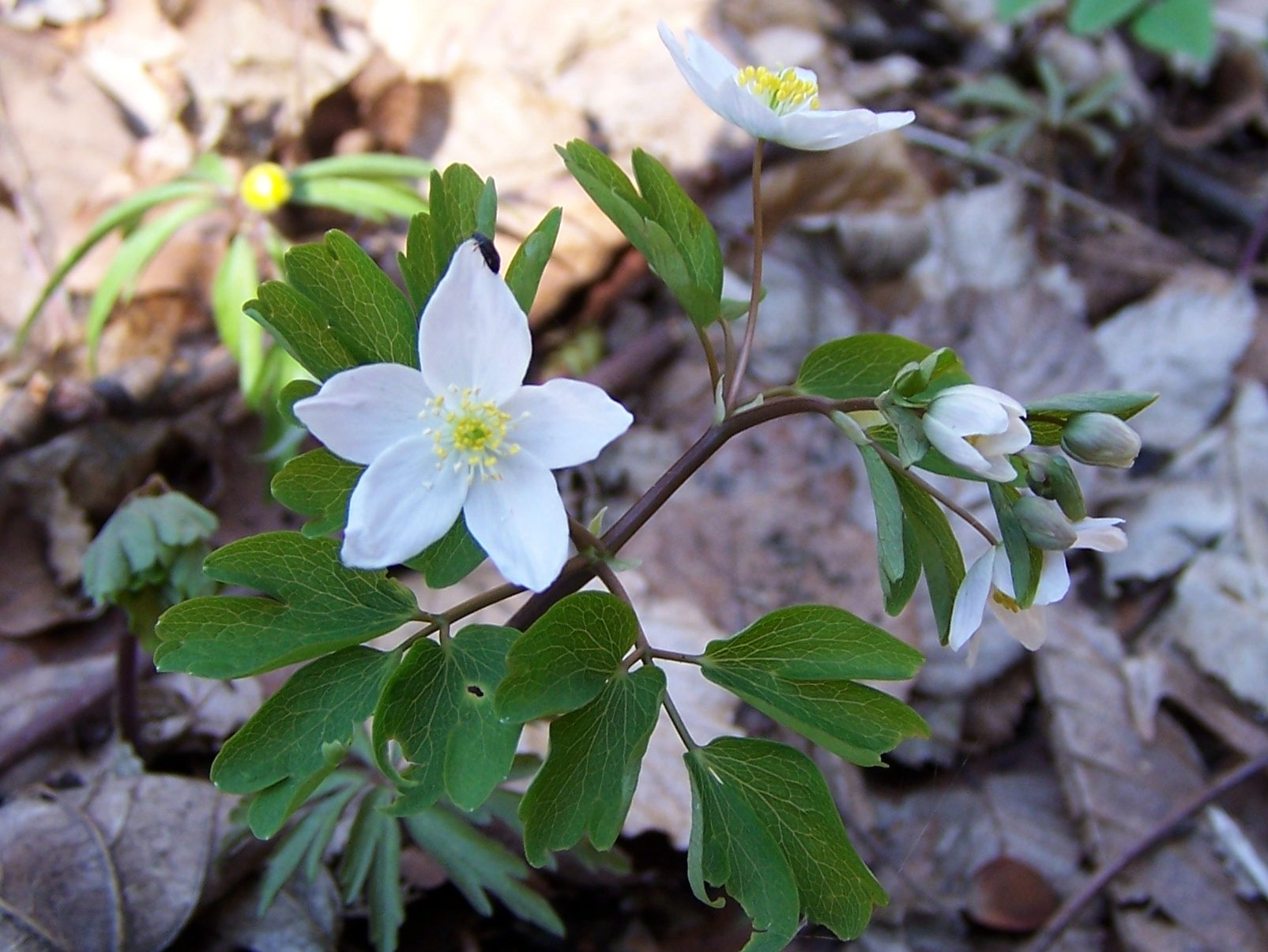
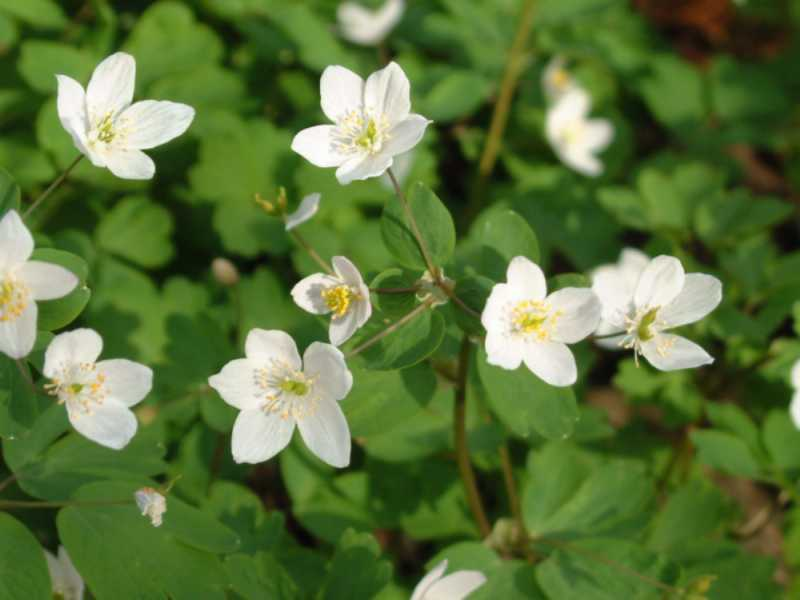
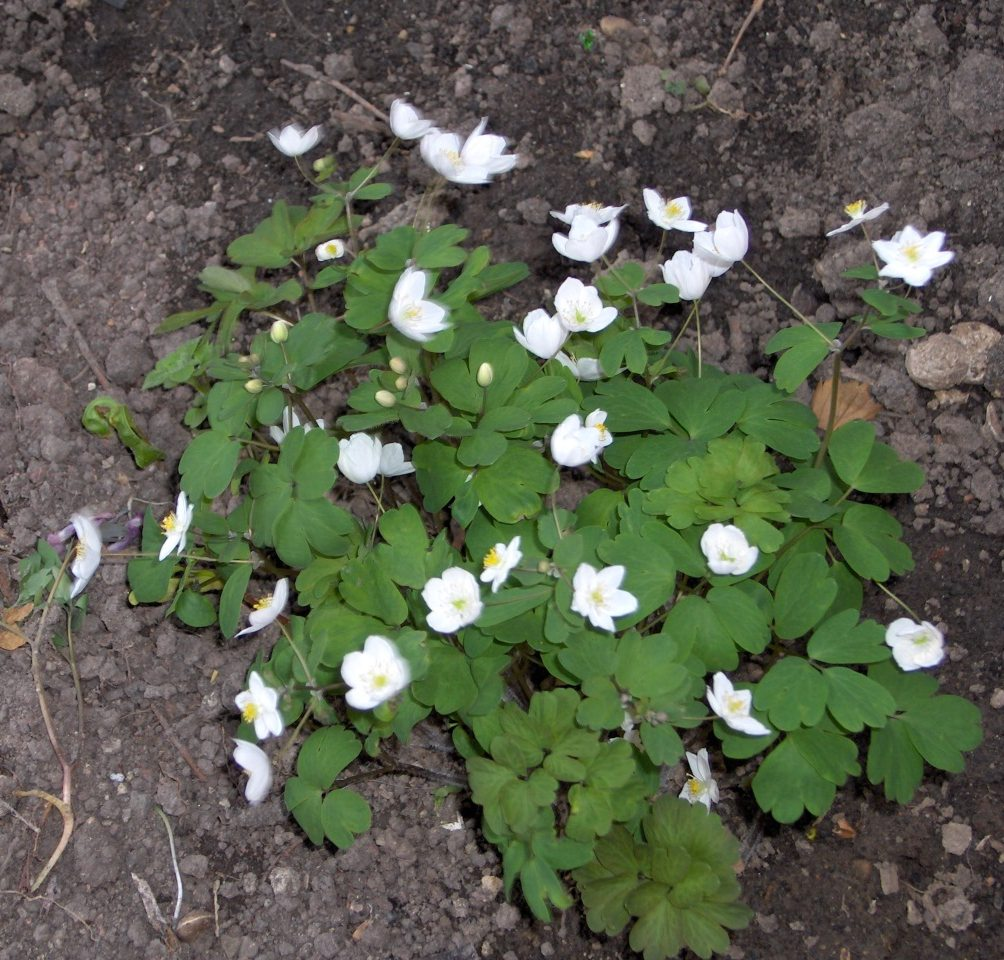
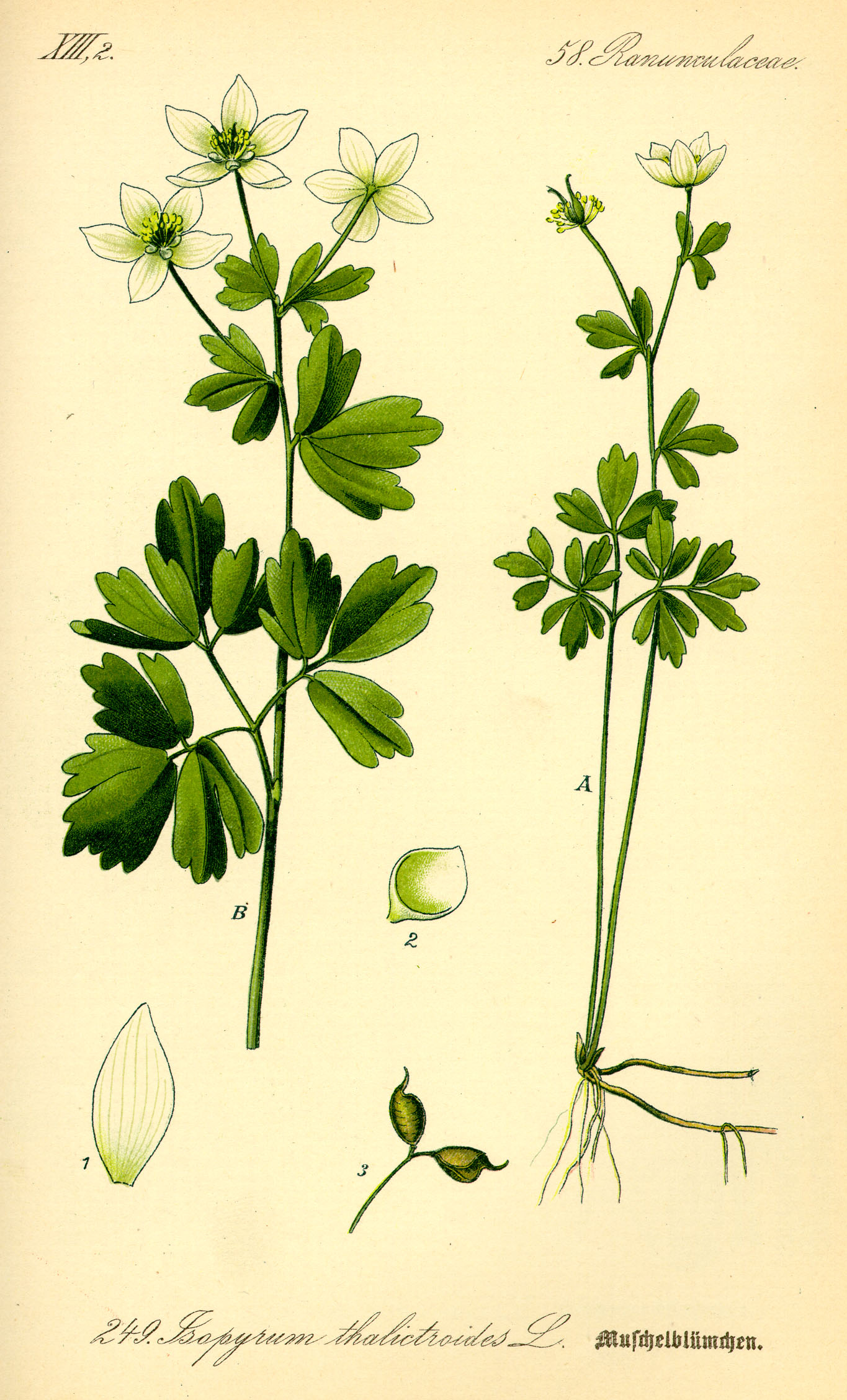
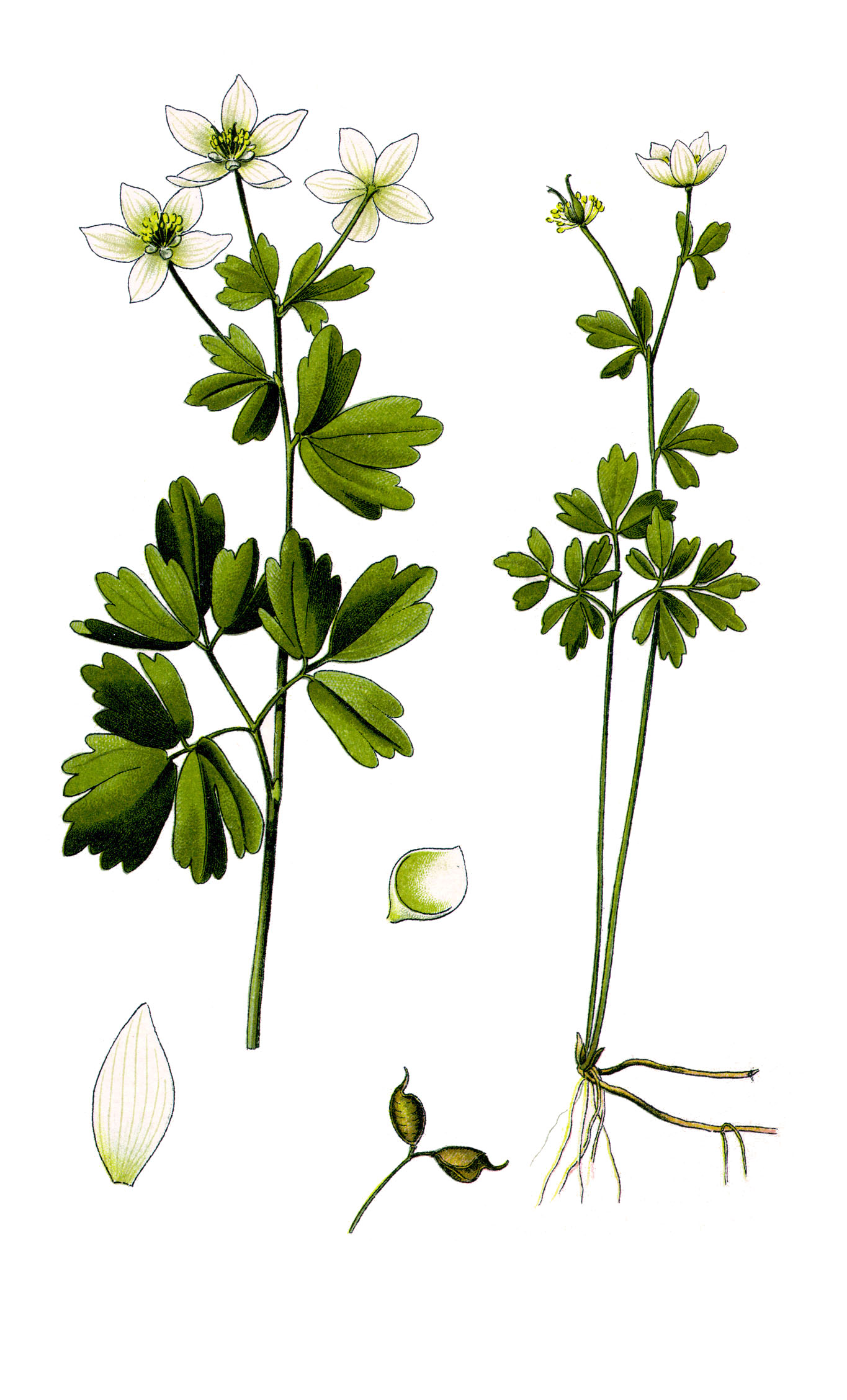
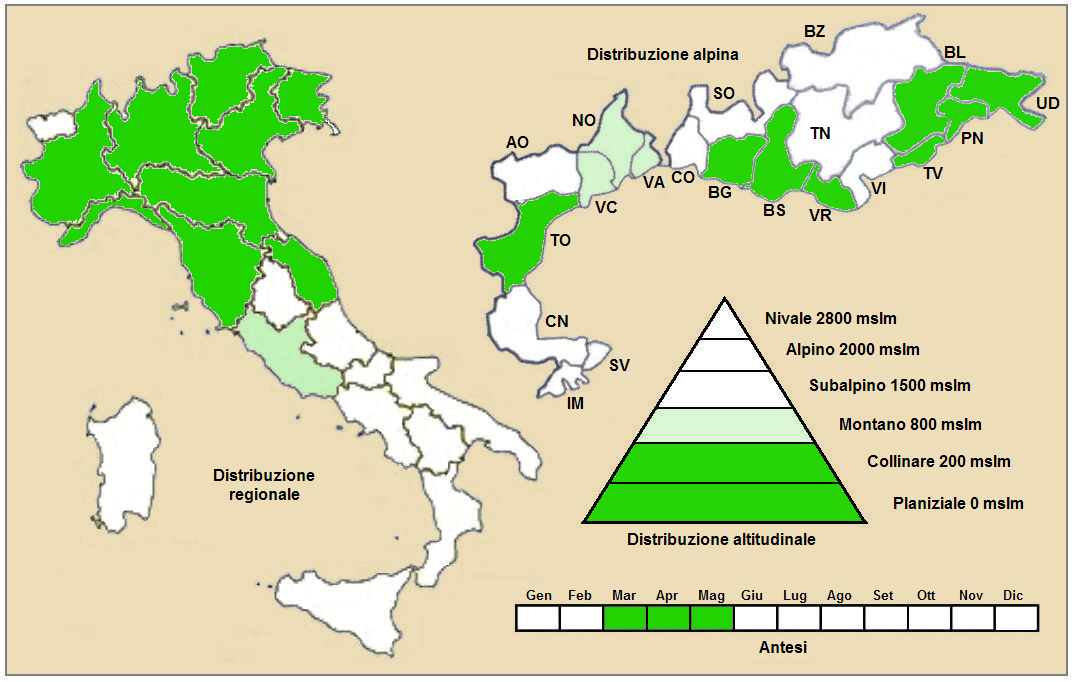

الإصفورن أو حَباح (الاسم العلمي: Isopyrum) هو جنس من النباتات يتبع الفصيلة الحوذانية من رتبة الحوذانيات.

## أنواع الإصفورن
- إصفورن أبيض
- إصفورن أجمي
- إصفورن تلكترمي
- إصفورن تلكترمي الأوراق
- إصفورن ثلاثي الأوراق
- إصفورن درني
- إصفورن سويقي
- إصفورن شقاري
- إصفورن صغير الأوراق
- إصفورن غربي
- إصفورن فوري
- إصفورن كبير الأزهار
- إصفورن ماكيني
- إصفورن مميز
- إصفورن منشوري
- إصفورن هالي
- إصفورن هنري
- إصفورن ياباني
- (الاسم العلمي:Isopyrum adoxoides)
- (الاسم العلمي:Isopyrum aquilegioides)
- (الاسم العلمي:Isopyrum aquilegioides)
- (الاسم العلمي:Isopyrum bakonense)
- (الاسم العلمي:Isopyrum boissieui)
- (الاسم العلمي:Isopyrum capnoides)
- (الاسم العلمي:Isopyrum clarkii)
- (الاسم العلمي:Isopyrum fumariifolium)
- (الاسم العلمي:Isopyrum leveilleanum)
- (الاسم العلمي:Isopyrum ludlowii)
- (الاسم العلمي:Isopyrum multipeltatum)
- (الاسم العلمي:Isopyrum stipulaceum)
- (الاسم العلمي:Isopyrum sutchuenense)
- (الاسم العلمي:Isopyrum thalictroideum)